# Púchov
Púchov (niem. Puchau; węg. Puhó) – miasto na Słowacji, w kraju trenczyńskim, nad rzeką Wag. Jest ośrodkiem administracyjnym powiatu Púchov. Miasto liczy około 18 tysięcy mieszkańców.
Púchov leży przy linii kolejowej, w połowie drogi między Trenczynem a Żyliną.
Do 1990 roku częścią miasta była miejscowość Nimnica, pełniąca funkcję bazy turystycznej dla wypraw w pasmo Jaworników czy Białych Karpat.
Púchov jest ośrodkiem przemysłowym – produkcja opon samochodowych, także przemysł odzieżowy.
W Púchovie mieści się Słowacki Uniwersytet Technologii. Miasto jest znane także na sportowej mapie Słowacji – posiada kluby piłki nożnej, ręcznej, siatkówki, hokeja na lodzie i pływackie. Od wielu lat jest także bazą rajdu samochodowego Matador Tatry Rallye.

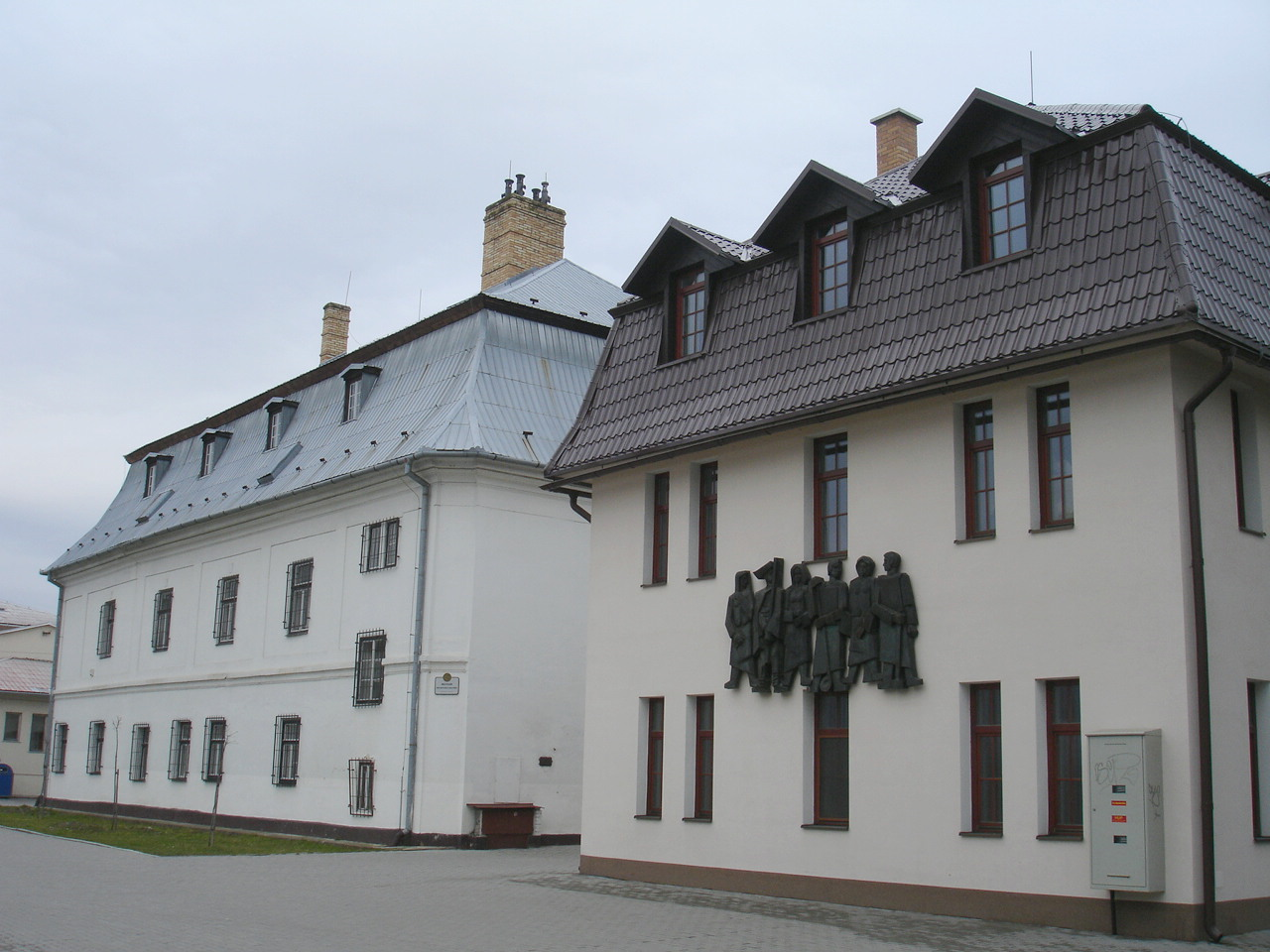
Muzeum Kultury Puchowskiej (sk. Archeologické múzeum Púchovskej kultúry) w Župným domu w Puchowie.

Teren obecnego miasta był zasiedlony od paleolitu, wykopaliska z czasów „okresu La Tène” oraz rzymskich dały nazwę kulturze puchowskiej, której stanowiska znane są też z terenu Czech i Polski.
Pierwsze wzmianki w dokumentach z 1243 roku, prawa miejskie od 1471. W XVII wieku napływ czeskich i morawskich uchodźców w związku z prześladowaniami religijnymi.
Dzielnice:
- Horné Kočkovce
- Hoštiná
- Hrabovka
- Ihrište
- Nosice (z elektrownią wodną)
- Púchov
- Vieska – Bezdedov

## Miasta partnerskie[7]
- Hlinsko, Czechy
- Omsk, Rosja
- Stara Pazova, Serbia
- Biała Cerkiew, Ukraina
- Bobrujsk, Białoruś